# Dominic Chianese
Dominic Chianese est un acteur, chanteur et musicien américain né le 24 février 1931. Il est principalement connu pour avoir incarné Corrado « Junior » Soprano dans la série Les Soprano.

## Biographie
Dominic Chianese est né le 24 février 1931 à New York. Sa famille est originaire de la région de Naples, d'où son grand-père est parti pour s'installer à New York.
En 1951, il abandonne les chantiers de maçonnerie et réussit une audition pour devenir choriste dans une opérette de Gilbert et Sullivan. Ensuite, il alterne spectacles et petits boulots pour réussir ses études d'art dramatique au Brooklyn College. Il en sort diplômé en 1961.

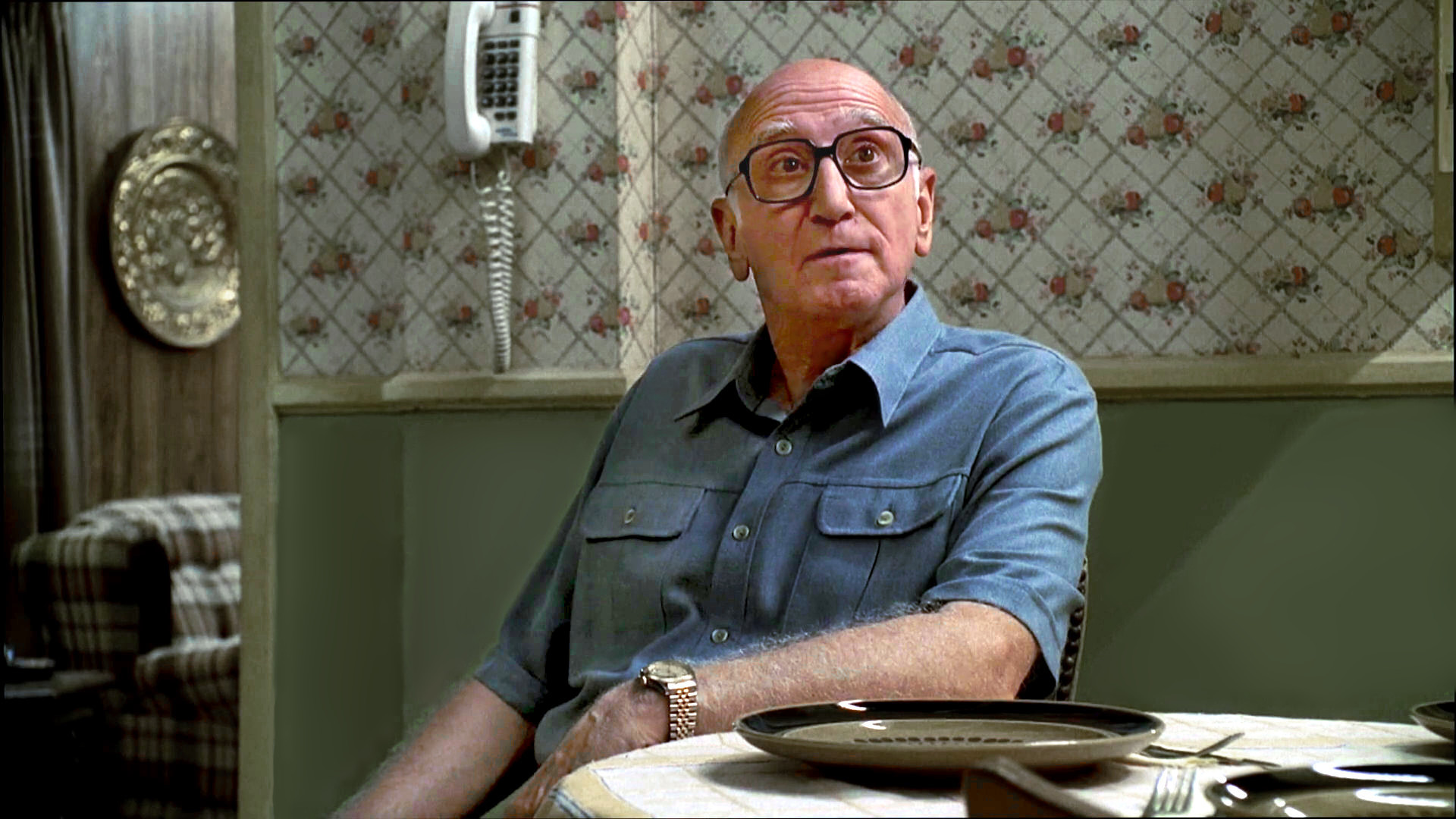
Dominic Chianese en tant que Corrado Soprano

Il est connu pour des rôles de mafieux : au cinéma, il a été Johnny Ola dans Le Parrain 2 en 1974, et oncle Junior dans la série télévisée Les Soprano depuis 1999. À la suite de son rôle dans Le Parrain, il obtient plusieurs seconds rôles dans des films.
Depuis 2002, tous les lundis, il joue avec son groupe au restaurant Sofia's près de Times Square à New York. Son groupe, les Cement Sidewalkers, joue des chansons en napolitain et du folk américain. Chianese chante « Core 'ngrato » - une chanson du répertoire napolitain – dans un épisode de la troisième saison des Soprano. Il publie deux albums : Hits (2001) et Ungrateful Hearts (2004).
Parallèlement à sa carrière télévisuelle et musicale, il continue à jouer au théâtre pour le festival Shakespeare in Central Park dans Beaucoup de bruit pour rien (été 2004), et pour James Toback (When Will I Loved, 2004), Woody Allen (Second-hand Memory, 2004, un échec critique).

## Vie privée
Marié une première fois en 1961, il eut trois enfants de sa première femme, et trois autres au cours des trois mariages suivants.

## Filmographie
- 1972 : Les Poulets (Fuzz) de Richard Colla : Panhandler
- 1974 : Le Parrain 2 (Mario Puzo's The Godfather: Part II) de Francis Ford Coppola : Johnny Ola (en)
- 1975 : Un après-midi de chien (Dog Day Afternoon) de Sidney Lumet : Père
- 1976 : Les Hommes du président (All the President's Men) d'Alan J. Pakula : Eugenio R. Martinez
- 1978 : Mélodie pour un tueur (Fingers) de James Toback : Arthur Fox
- 1979 : L'Arme au poing (Firepower) de Michael Winner : Orlov
- 1979 : Justice pour tous (...And Justice for All) de Norman Jewison : Carl Travers
- 1980 : A Time for Miracles (en) de Michael O'Herlihy : Promoter
- 1981 : Le Policeman (Fort Apache, The Bronx) de Daniel Petrie : Corelli's Father
- 1989 : Second Sight de Joel Zwick : Father Dominic
- 1990 : Le Dernier des Capone (The Lost Capone) : Gabriel Capone
- 1991 : Justice sauvage (Out For Justice) de John Flynn : M.. Madano
- 1992 : L'Œil public (The Public Eye) de Howard Franklin : Spoleto
- 1992 : The Godfather Trilogy: 1901-1980 de Francis Ford Coppola : Johnny Ola (en)
- 1993 : The Contenders : Father of bride
- 1993 : The Night We Never Met : Lion's Den Nosy Neighbor
- 1996 : La Fille d'en face (If Lucy Fell) de Eric Schaeffer : Al
- 1996 : Love Is All There Is de Joseph Bologna et Renée Taylor : Italian Consul
- 1996 : Gotti de Robert Harmon : Joe Armone (en)
- 1996 : Looking for Richard : Lui-même
- 1996 : The Mouse : Al the Trainer
- 1996 : Dans l'ombre de Manhattan : Judge Impelliteri
- 1998 : Went to Coney Island on a Mission from God... Be Back by Five : Mickey (The Photographer)
- 1999 : Broadway, 39ème rue : Silvano - Papa
- 1999-2007 : Les Soprano (The Sopranos) (série TV) : Corrado 'Junior' Soprano
- 2000 : Under Hellgate Bridge : Father Nichols
- 2002 : Infidèle (Unfaithful) d'Adrian Lyne : Frank Wilson
- 2004 : When Will I Be Loved : Count Tommaso Lupo
- 2004 : King of the Corner : Stan Marshak
- 2004 : Crimes of Fashion (TV) : George
- 2007 : Adrift in Manhattan de Alfredo De Villa : Tomasso Pensara
- 2007 : The Last New Yorker : Lenny Sugarman
- 2008 : What About Sal? (TV) : Salvador Pucchini
- 2010 : Just Laugh! : Lui-même
- 2011 : Monsieur Popper et ses pingouins (Mr. Popper's Penguins) de Mark Waters : Reader
- 2013 : Malavita de Luc Besson : Vinnie Caprese
- 2019 : Commissaire Montalbano (Inspector Montalbano) : John Zuck

## Voix françaises
- Jean-François Laley dans : 
  - Le Policeman
  - The Good Wife (série télévisée)
- Marc Cassot dans :
  - Gotti (téléfilm)
  - Les Soprano (série télévisée, 2e voix)

et aussi
- Georges Atlas dans Le Parrain 2[réf. nécessaire]
- Bernard Musson dans Mélodie pour un tueur
- Francis Lax dans Justice pour tous
- Georges Lycan dans Les Soprano (1re voix)
- Pierre Dourlens dans Le Parrain 2 (2e doublage)
- Michel Ruhl dans Monsieur Popper et ses pingouins